# Franz Grothe (Komponist)
Franz Grothe (* 17. September 1908 in Berlin; † 12. September 1982 in Köln; vollständiger Name Franz Johannes August Grothe) zählte zu den populärsten deutschen Komponisten und Dirigenten des 20. Jahrhunderts. Seit Beginn des Tonfilms komponierte er viele Melodien und Schlager.

## Leben
Grothes Vater war Pianist, die Mutter Konzertsängerin. Mit fünf Jahren erhielt der Knabe Violinunterricht. Ein Jahr später begann er mit dem Klavierspielen. Bereits im zehnten Lebensjahr entstanden erste Kompositionen. Das Musiktalent schrieb sich zum Studium an der Musikhochschule Berlin ein.
Nach einer ersten Zusammenarbeit mit dem damaligen Berliner Operettenkomponisten Hugo Hirsch im Sommer 1925 arrangierte Grothe im September 1926 dessen Revue Wieder Metropol, bei der er am Klavier saß und eine Jazz-Suite beitrug. Daraufhin engagierte ihn Dajos Béla als Pianist und Arrangeur beim Orchester Dajos Béla, das damals exklusiv auf der Lindström-Marke Odeon veröffentlichte. Hier konnte Grothe seine Fähigkeiten in den Arrangements der Stücke einbringen und auch eigene Kompositionen aufführen.
Ende der 1920er Jahre gelang Franz Grothe der Durchbruch, als der Tenor Richard Tauber dessen Komposition, das Lied Rosen und Frau’n, einsang. Weitere Aufnahmen mit Tauber folgten. Die erste Filmmusik schuf Grothe für den Streifen Die Nacht gehört uns im Jahr 1929. Mit der Edition Franz Grothe hatte er 1931 seinen eigenen Musikverlag, der 1933 mit der Emigration seiner jüdischen Geschäftspartner aufgegeben werden musste.
Nach der Machtergreifung der Nationalsozialisten trat er zum 1. Mai 1933 der NSDAP bei (Mitgliedsnummer 2.580.427).
Grothes Lebensgefährtin in den 1930er Jahren war Anna „Niuta“ Joffe, die Stieftochter des in Frankreich und Deutschland erfolgreichen Filmproduzenten Gregor Rabinovitch. Als Rabinovitch, von der Filmkammer bedrängt, Berlin verließ und über Wien und Paris in die USA ging, besorgte er Grothe über Paul Kohner, zeitweilig Chef der Deutschen Universal, und den Universalgründer Carl Laemmle einen Vertrag bei den Universal-Filmstudios in Hollywood. Während Grothe sich im Mai 1936 nach Amerika einschiffte, lösten sich die Strukturen auf, die ihn in Hollywood forcieren sollten. Man setzte Grothe dank seines Vertrages zwar ein, doch sein Englisch war schlecht und er kam mit dem amerikanischen Studiosystem nicht klar. Im Dezember 1936 reiste Grothe, vermutlich mit den Rabinovitchs, nach Europa zurück. Im Herbst 1937 arbeitete er in Wien mit der ebenfalls aus den USA zurückgekehrten Marta Eggerth und komponierte die Filmmusik zu Immer wenn ich glücklich bin.
Im Mai 1938 heiratete er in Oslo die norwegische Schauspielerin und Sängerin Kirsten Heiberg, die er im November 1937 in Wien kennengelernt hatte. Nach der Trennung des Paares im Sommer 1951 und Heibergs Rückkehr nach Norwegen, erfolgte im April 1960 die Scheidung.
In der Zeit des Zweiten Weltkrieges komponierte er neben Filmmusik auch „Durchhaltelieder“ wie 1941 Wir werden das Kind schon richtig schaukeln und 1942 Wenn unser Berlin auch verdunkelt ist. Im Jahr 1942 gelang Grothe ein Karrieresprung in der NS-Hierarchie: Er wurde stellvertretender „Fachschaftsleiter Komponisten“ der Reichsmusikkammer, Sendegruppenleiter „Gehobenere Unterhaltungsmusik und Operette“ beim Großdeutschen Rundfunk und künstlerischer Leiter des Deutschen Tanz- und Unterhaltungsorchesters. Das aus 32 Mitgliedern bestehende und in der Trägerschaft des Rundfunks stehende Staatsorchester vereinte Spitzenmusiker der deutschen Tanzmusik und wartete neben Werken der modernen rhythmischen Unterhaltungsmusik auch mit bemerkenswerten Swingarrangements auf, die erkennbare Ähnlichkeit mit vergleichbaren internationalen Bands aufwiesen. Grothe und sein Co-Dirigent Georg Haentzschel sahen sich dabei seitens ihrer Vorgesetzten und anderer offizieller NS-Stellen zunehmend dem Vorwurf der Nichteinhaltung geltender musikalischer Richtlinien ausgesetzt. Die Situation eskalierte, und am 31. Januar 1944 wurden beide Orchesterleiter auf persönliche Anweisung von Joseph Goebbels entlassen und durch Barnabás von Géczy und Willi Stech ersetzt. Die daraufhin erklärte Absicht beider Musiker, nun auch ihre Rundfunkämter als Sendegruppenleiter zur Verfügung zu stellen, wurde durch eine weitere Anordnung des Propagandaministers strikt untersagt. Grothe stand 1944 in der Gottbegnadeten-Liste des Reichsministeriums für Volksaufklärung und Propaganda.
Im Februar 1945 reiste Grothe mit seiner Frau zu Dreharbeiten des Films Die Puppe nach Radstadt in den österreichischen Hohen Tauern. Über München kam das Ehepaar Grothe nach Murnau, wo sie auf dem Anwesen Feder das Kriegsende erlebten. Im Mai 1946 unterzog er sich an seinem Wohnort Murnau dem Entnazifizierungsprozess der Amerikaner. Er beantwortete alle anderen Fragen wahrheitsgemäß, jedoch gab er an, nicht Mitglied der NSDAP gewesen zu sein. Das Auffinden der Karte in der Berliner Mitgliederkartei, auf der sein Name, seine Anschrift, sein Beruf und die Mitgliedsnummer standen, führte dazu, dass seine vorher erteilte Arbeitsgenehmigung widerrufen wurde. Im Herbst 1946 verurteilte ihn ein amerikanisches Militärgericht zu einer Geldstrafe von 10.000 RM. Bis zu einem Spruchkammerverfahren durfte er nicht als Komponist oder Orchesterleiter in offizieller Stelle arbeiten. In den folgenden Monaten tingelte er mit seiner Frau und anderen Künstlern wie Grethe Weiser über Land und spielte in Scheunen oder Turnhallen Klavier. Nach einer Spruchkammerverhandlung in Weilheim, Oberbayern im April 1948 erhielt er am 21. April 1948 eine Nicht-Betroffenen-(NB)-Karte. Mit dieser bewarb er sich sofort in Hamburg bei Funk und Film. Der Licensing Adviser der Information Services Division fragte im Juni 1948 in Weilheim nach, wieso Grothe trotz seiner Parteimitgliedschaft eine NB-Karte bekommen hatte, verlangte die Rücknahme dieser Karte und eine Wiederaufnahme des Verfahrens vor der Hauptkammer in München. Die Klageschrift der Hauptkammer in München vom September 1949 verlangte, Grothe in die Gruppe II (Belastete) einzuordnen. Grothe behauptete bis zuletzt, „nicht wissentlich Mitglied der Partei gewesen zu sein“ und versuchte dies mit Leumundszeugen zu beweisen, wie von der jüdischen Ehefrau seines Kopisten Borgers, Karl Wilczynskis oder Grothes als NS-Verfolgtem eingestuftem Filmarrangeur Alfred Strasser, die ihm einen tadellosen Charakter und sogar eine kritische Haltung gegenüber dem Regime bescheinigten. Das Gericht stufte ihn schließlich als Mitläufer (Gruppe IV) ein und verurteilte ihn zu einer Sühnezahlung von 500 DM und der Übernahme der Verfahrenskosten.
Ab 1950 gelang ihm die nahtlose Fortsetzung seiner Filmarbeit, u. a. mit einer Reihe von Filmen mit Curt Goetz und Ruth Leuwerik, zu denen Grothe die Musik schrieb. Die 1956 entstandene Instrumentalkomposition Mitternachts-Blues entwickelte sich zu seinem größten internationalen Erfolg und erreichte 1958 den Status eines Millionensellers. Mit dem Regisseur Kurt Hoffmann verstand er sich besonders gut und vertonte Ende der 1950er Jahre mehrere von dessen Filmen. 1960 schrieb er die Musik zu den zahlreichen Liedern des Spielfilms Heldinnen mit Marianne Koch, Johanna von Koczian, Paul Hubschmid u. a.
Ab 1965 wurde das Fernsehen sein Metier. In der Unterhaltungssendung Zum Blauen Bock übernahm er bis zu seinem Tod 1982 die musikalische Leitung als Dirigent und verfasste mit Heinz Schenk über 400 Lieder, unter anderem für Rudolf Schock, Erika Köth, Renate Holm, Ernst Hilbich und Willy Hofmann.
Franz Grothe schrieb zwischen 1929 und 1969 die Musik zu rund 170 Filmen. Sein Œuvre kennzeichnet auch Musik wienerischer und ungarischer Art und swingenden Jazz. Bis 1945 vertonte er bereits 71 Filme und nach dem Zweiten Weltkrieg konnte er diese Serie fortsetzen. Das Musical Das Wirtshaus im Spessart (1977) sowie mehrere Operetten zeugen von seinem Ideenreichtum. 
1976 hatte er einen Gastauftritt in der Fernsehkrimireihe Tatort – Zwei Flugkarten nach Rio und spielte sich selbst.

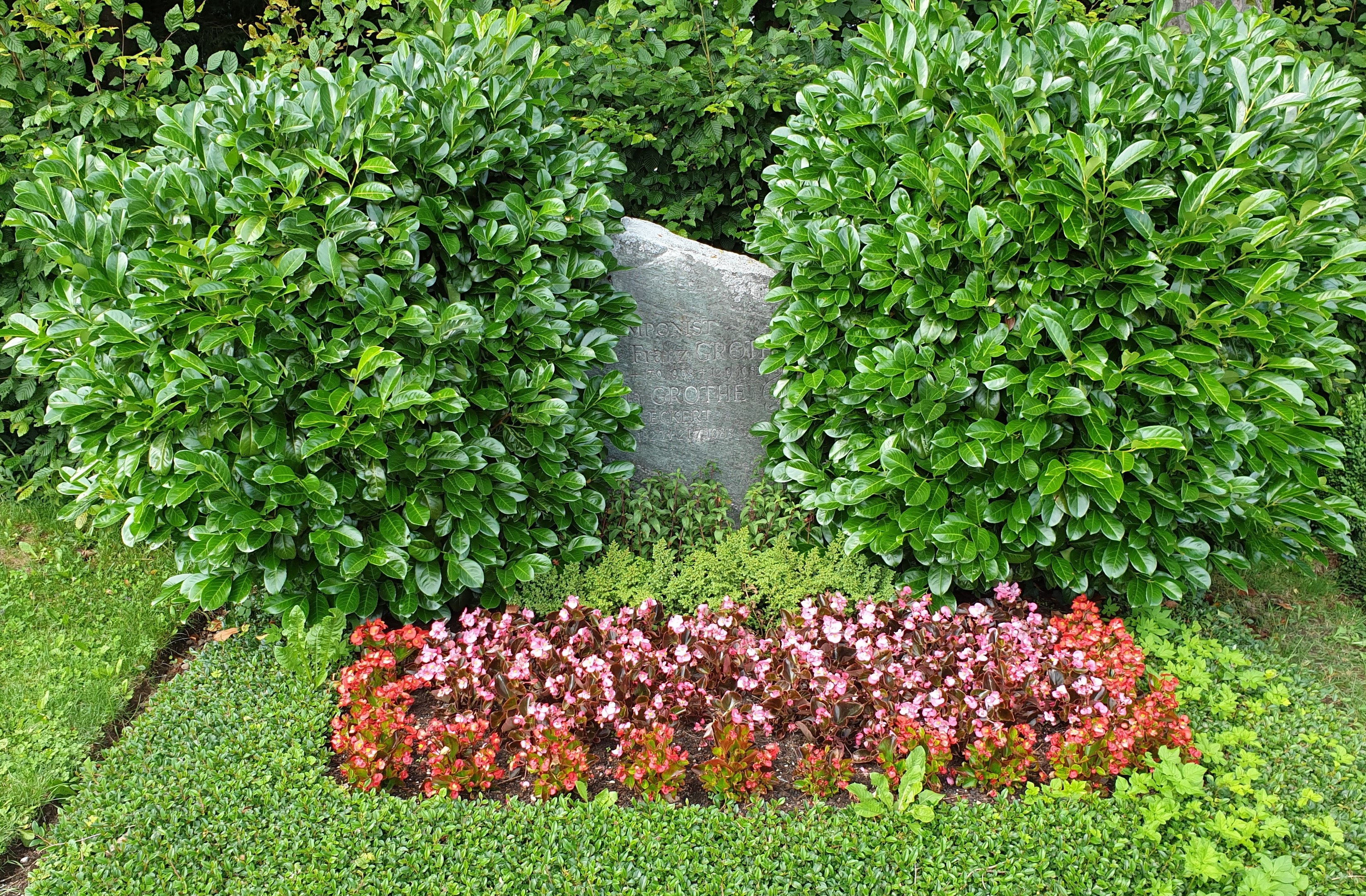
Grabstätte Franz Grothe

Aus seiner Beziehung zu Anneliese Metzner (1913–1963) wurde er 1957 Vater einer Tochter, Karin, die er nach dem Tod der Mutter 1963 zu sich nach Bad Wiessee holte und adoptierte. 1966 heiratete er in zweiter Ehe Karin Steinohrt, geb. Eckert (1920–1988).
1960 rief der Komponist in Bad Wiessee die Franz Grothe-Stiftung ins Leben, die sich der Unterstützung befähigter und bedürftiger Komponisten und Musiker verschrieben hat und das Andenken an den Stifter wachhalten soll. Das Archiv der Franz-Grothe-Stiftung befindet sich in Berlin.
Bei der Urheberrechtsgesellschaft GEMA übernahm Grothe 1972 das Amt des Vorsitzenden im Aufsichtsrat.
Am 10. September 1982 brach er bei einem Konzertauftritt in Köln zusammen und starb zwei Tage danach an den Folgen eines Aortarisses. Die letzte Ruhestätte fand der Komponist auf dem Bergfriedhof in seinem letzten Wohnort Bad Wiessee.
Anlässlich seines 100. Geburtstages 2008 veranstaltete der WDR 2009 ein Erinnerungskonzert »Auf den Flügeln bunter Träume« in der Kölner Philharmonie mit seinen Werken. Im Juni 2019 gab es aus Anlass seines 110. Geburtstages in seinem ehemaligen Wohnort Bad Wiessee ein Konzert mit seinen Werken und Gesprächen mit Zeitzeugen und seinen Biographen.

## Überblick über sein Schaffen

### Titel des Komponisten (Auswahl)
- Auf den Flügeln bunter Träume
- Du und ich und der Sonnenschein
- Ein Walzer für Dich und für mich
- Es ist alles nur geliehen
- Frühling in Wien
- Ganz leise kommt die Nacht
- Guten Tag, liebes Glück
- Heut ist Karneval in Knieritz an der Knatter
- Hoch drob’n auf dem Berg
- Hundert volle Gläser
- Ich klopf’ heut’ Nacht an deine Tür
- Ich zähl mir’s an den Knöpfen ab
- In der Nacht ist der Mensch nicht gerne alleine
- Ich warte auf Dich
- Jede Frau hat ein süßes Geheimnis
- Kalenderlied
- Komm und gib mir Deine Hand
- Mitternachtsblues (Trompetensolo aus dem Film Immer wenn der Tag beginnt, 1957)
- Musikanten sind da
- Postillion-Lied
- Schön wie der junge Frühling
- Sing mit mir
- Heidi
- So ein Kuß kommt von allein
- So schön wie heut, so müsst es bleiben
- Warum hat der Napoleon
- Wenn ein junger Mann kommt
- Durch die Nacht klingt ein Lied

### Musical
- Moral (1974)
- Das Wirtshaus im Spessart (1977)

### Filmmusik (Auswahl)
- 1930: Tingeltangel
- 1931: Der ungetreue Ekkehard
- 1932: Eine von uns
- 1933: Moral und Liebe
- 1933: …und wer küßt mich?
- 1933: Salon Dora Green
- 1933: Keine Angst vor Liebe
- 1933: Der große Bluff
- 1934: Zwischen zwei Herzen
- 1934: So endete eine Liebe
- 1935: Der Ammenkönig
- 1936: Das Schloß in Flandern
- 1938: Immer, wenn ich glücklich bin
- 1938: Die fromme Lüge
- 1938: Rote Orchideen
- 1938: Geheimzeichen LB 17
- 1938: Napoleon ist an allem schuld
- 1938: Diskretion – Ehrensache
- 1939: Alarm auf Station III
- 1939: Der Vorhang fällt
- 1939: Der singende Tor
- 1939: La casa lontana (italienische Fassung von Der singende Tor)
- 1939: Das Abenteuer geht weiter
- 1939/41: Frauen sind doch bessere Diplomaten
- 1940: Rosen in Tirol
- 1940: Achtung! Feind hört mit!
- 1941: Die schwedische Nachtigall
- 1941: Illusion
- 1941: Tanz mit dem Kaiser
- 1942: Hab mich lieb!
- 1943: Ich vertraue Dir meine Frau an (Lied Allerschönste aller Frauen)
- 1943: Liebespremiere
- 1943: Ein Walzer mit Dir'
- 1944: Die Frau meiner Träume
- 1949: Hafenmelodie
- 1949: Derby
- 1949: Kätchen für alles
- 1950: Vom Teufel gejagt
- 1950: Die wunderschöne Galathee
- 1950: Frauenarzt Dr. Prätorius
- 1950: Seitensprünge im Schnee
- 1950: Taxi-Kitty
- 1951: Das Haus in Montevideo
- 1951: Fanfaren der Liebe
- 1952: Vater braucht eine Frau
- 1953: Sterne über Colombo
- 1953: Fanfaren der Ehe
- 1953: Musik bei Nacht
- 1953: Hokuspokus
- 1953: Man nennt es Liebe
- 1953: Muß man sich gleich scheiden lassen?
- 1953: Ave Maria
- 1953: Die blaue Stunde
- 1954: Die Gefangene des Maharadscha
- 1954: Bildnis einer Unbekannten
- 1954: Begegnung in Rom
- 1955: Verrat an Deutschland
- 1955: An der schönen blauen Donau
- 1955: Rosen im Herbst
- 1955: Ich denke oft an Piroschka
- 1955: Drei Mädels vom Rhein
- 1956: Die wilde Auguste
- 1956: Die Trapp-Familie
- 1956: Wenn wir alle Engel wären
- 1956: Salzburger Geschichten
- 1956: Die goldene Brücke
- 1956: Kleines Zelt und große Liebe
- 1957: Königin Luise
- 1957: Junger Mann, der alles kann
- 1957: Immer wenn der Tag beginnt
- 1957: Ein Stück vom Himmel
- 1957: Auf Wiedersehen, Franziska!
- 1958: Das Wirtshaus im Spessart
- 1958: Der schwarze Blitz
- 1958: Helden
- 1958: Wir Wunderkinder
- 1958: Der Priester und das Mädchen
- 1958: Hoch klingt der Radetzkymarsch
- 1959: Der Engel, der seine Harfe versetzte
- 1959: Jacqueline
- 1959: Das schöne Abenteuer
- 1959: Ein Mann geht durch die Wand
- 1959: Zwölf Mädchen und ein Mann
- 1959: Ein Tag, der nie zu Ende geht
- 1960: Lampenfieber
- 1960: Der letzte Fußgänger
- 1960: Heldinnen
- 1960: Liebling der Götter
- 1960: Eine Frau fürs ganze Leben
- 1961: Zwei unter Millionen
- 1961: Die Stunde, die du glücklich bist
- 1961: Im 6. Stock
- 1962: Die Försterchristel
- 1963: Das Haus in Montevideo
- 1963: Wochentags immer
- 1964: Heirate mich, Chéri
- 1964: Vorsicht Mister Dodd
- 1965: Dr. med. Hiob Prätorius
- 1965: Heidi
- 1966: Hokuspokus oder: Wie lasse ich meinen Mann verschwinden…?
- 1966: Liselotte von der Pfalz
- 1967: Herrliche Zeiten im Spessart
- 1969: Ein Tag ist schöner als der andere

## Auszeichnungen
- 1966: Paul-Lincke-Ring

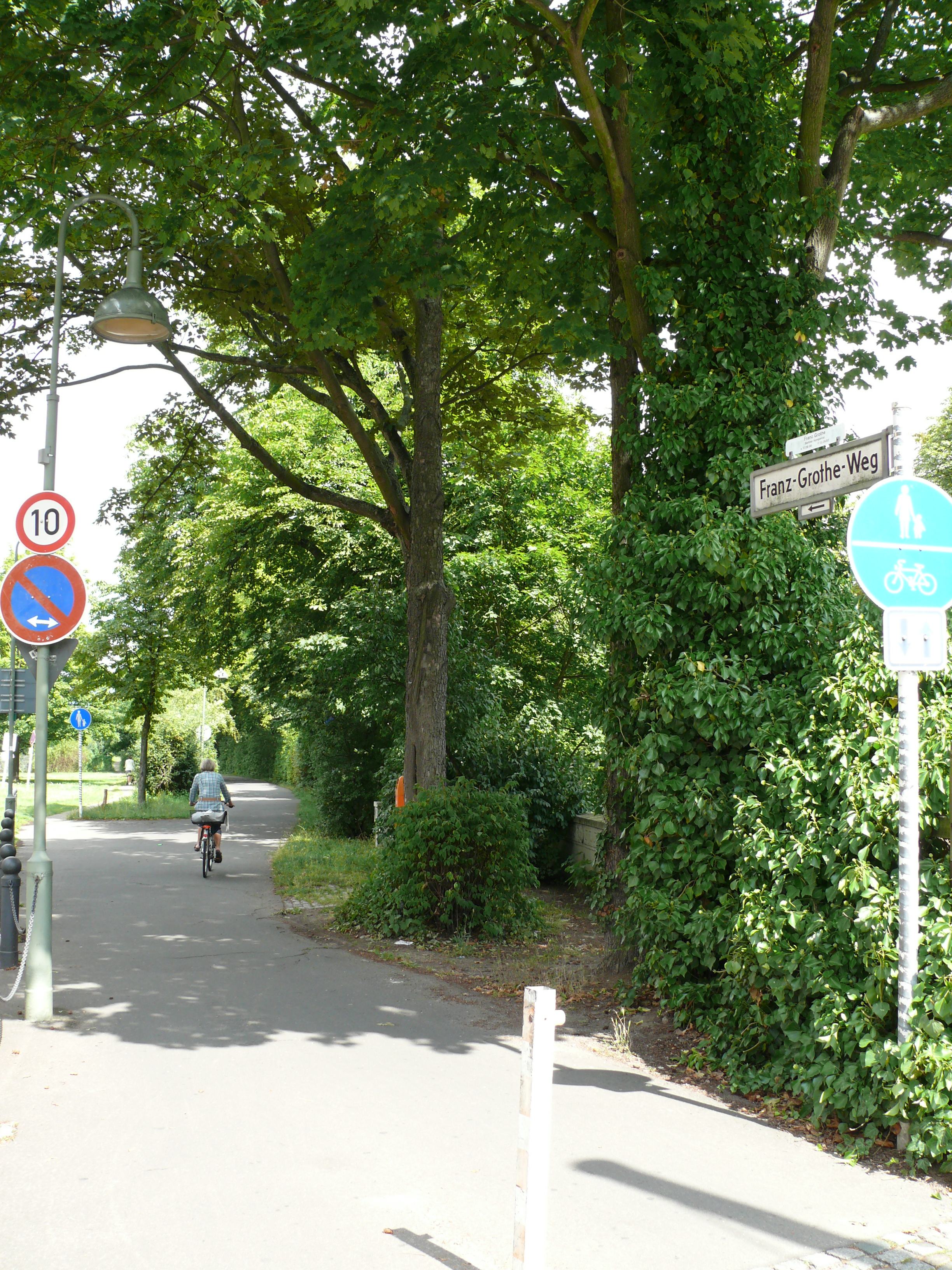
Franz-Grothe-Weg in Berlin-Dahlem (2012)

- 1975: Filmband in Gold für langjähriges und hervorragendes Wirken im deutschen Film
- 1980: Großes Verdienstkreuz der Bundesrepublik Deutschland
- 1981: Goldene Nadel der Dramatiker Union
- 1989: Goldene Stimmgabel

## Ehrungen
- In Berlin-Dahlem wurde 1987 der Franz-Grothe-Weg nach ihm benannt.
- In Weiden in der Oberpfalz trägt eine Musikschule seinen Namen.

## Historisch-kritische Werkausgaben
- Stefan Schmidl, Timur Sijaric (Hrsg.): Franz Grothe, Die Frau meiner Träume (= Filmmusik in historisch-kritischen Editionen. Band 1). Wien 2021.